# Sumatranski bor
Sumatranski bor (latinski: Pinus merkusii), Merkusov bor je bor porijeklom iz Malesijske regije jugoistočne Azije, uglavnom u Indoneziji, u planinama sjeverne Sumatre, s dvije izolirane populacije u središnjoj Sumatri na planinama Kerinci i Talang, te na Filipinima, na otoku Mindoro i u planinama Zambales na zapadnom Luzonu. 
Populacija u središnjoj Sumatri, između 1°40'i 2°06' južne geografske širine, jedina je prirodna pojava bilo kojih borovki južno od Ekvatora. Obično se javlja na umjerenim visinama, uglavnom u rasponu 400–1,500 metara, ali povremeno i na nižim visinama, počevši od 90 metara, te na višim visinama, i do 2,000 metara. 

## Opis
Pinus merkusii je srednje veliko do veliko stablo koje doseže visinu 25–45 metara i s promjerom debla do 1 metra. Kora je narančastocrvena, gusta i duboko izbrazdana u dnu debla, a tanka i ljuskava u krošnji. Listovi ("iglice") su u paru, vrlo vitki, dugi 15-20 cm i debeli manje od 1  mm, zeleni do žućkasto zeleni. 
Češeri su uski, stožasti, 5–8 cm dugi i 2 cm široki u dnu kada je češer zatvoren. Isprva su zeleni, a dozreli su sjajno crveno-smeđi. Kad sazriju, otvaraju se do širine od 4–5 cm, te oslobađaju sjemenke. Sjemenke su duge 5–6 mm, s krilcima duljine 15–20 mm, a šire se vjetrom. 

## Srodne vrste
Pinus merkusii, Sumatranski bor, usko je povezan s Tenasserimskim borom (Pinus latteri), koji se javlja sjevernije u jugoistočnoj Aziji od Mjanmara do Vijetnama; neki botaničari ove dvije vrste smatraju konspecifičnim (pod imenom Pinus merkusii, koji je prvi opisan), ali Pinus latteri se razlikuje dužim (18–27 cm) i čvršćim (preko 1 mm debljine) lišćem i većim češerima s debljim ljuskama, a češeri često ostaju zatvoreni neko vrijeme nakon zrelosti. Srodna je i skupina mediteranskih borova, uključujući alepski bor i turski bor, koji s ovom vrstom dijele mnoge značajke. 

## Vanjske poveznice
|  | Zajednički poslužitelj ima stranicu o temi Sumatranski bor    |
|  | Zajednički poslužitelj ima još gradiva o temi Sumatranski bor |
|  | Wikivrste imaju podatke o taksonu Sumatranski bor             |